# Laurentius Paulinus Gothus
Laurentius Paulinus Gothus (versione latinizzata di Lars Pålsson, cui aggiunse il nome Gothus; Söderköping, 10 novembre 1565 – Uppsala, 29 novembre 1646) è stato un arcivescovo luterano, teologo e astronomo svedese, Arcivescovo di Uppsala dal 1637 fino alla sua morte.

## Biografia
Nipote di Laurentius Petri Gothus, che era stato a sua volta arcivescovo, nel 1588 Gothus si recò in Germania per studiare presso l'Università di Rostock e vi rimase per tre anni. Fu influenzato dal ramismo, piuttosto che dalla scolastica luterana.
Ottenuto il philosophiae magister, tornò ad Uppsala in tempo per il Sinodo del 1593, dove i dogmi fondanti della Chiesa luterana svedese furono resi definitivi. Divenne professore di logica all'Università di Uppsala, che era stata riaperta da poco tempo e i cui insegnamenti erano, all'epoca, focalizzati sul luteranesimo. Nel 1598 passò alla cattedra di astronomia.
Quando, nel 1607, apparve una cometa, egli dichiarò che avrebbe potuto interpretarne il significato. All'epoca le interpretazioni dei segni celesti e l'astrologia erano ben radicati (anche, ad esempio, nell'astronomo Tycho Brahe), e Laurentius Paulinus Gothus non faceva eccezione. Fu reintegrato in cattedra dal re nel 1607 proprio grazie alle sue interpretazioni al riguardo, dopo essere stato sospeso, nel 1606, per motivi politici.
Poco tempo dopo, si trovò coinvolto in alcune dispute filosofiche che vedevano contrapposti aristotelici e ramisti. Fu inoltre vescovo di Skara nel 1609, di Strängnäs dal 1609 al 1637 e infine Arcivescovo di Uppsala, primate della Chiesa di Svezia dal 1637 alla morte.
Scrisse molte opere di teologia e astronomia, oltre ad opere sulla storia svedese, e pubblicò dei calendari. Inoltre, diede vita ad un'opera denominata Ethica Christiana, un'opera sul luteranesimo in sei parti, scritta in lingua svedese. Nel 1631, scrisse un riassunto di quest'opera, destinato a diventare la prima opera catechistica della Svezia del XVII secolo.

## Successione apostolica
- Papa Clemente VII
- Vescovo Petrus Magni
- Arcivescovo Laurentius Petri
- Vescovo J.J. Vestrogothus
- Vescovo Petrus Benedicti
- Arcivescovo Abraham Angermannus
- Arcivescovo Petrus Kenicius
- Arcivescovo Olaus Martini
- Arcivescovo Laurentius Paulinus Gothus